# Equazione numerica
In matematica un'equazione è definita numerica quando oltre all'incognita non appaiono altre variabili (parametri). Si tratta quindi di un'equazione contenente esclusivamente l'incognita e numeri espressi.
Un esempio di equazione numerica è:
{\displaystyle 6x^{3}-x^{2}+3x-7=0}
Il contrario di equazione numerica è equazione parametrica.